# Martwe zło (film 1981)
Martwe zło (The Evil Dead) – amerykański horror z  1981 roku, debiut reżyserski Sama Raimiego.

## Fabuła
Do opuszczonego domku w Górach Michigan przybywa na weekend piątka studentów. Zamiast upragnionego spokoju, znajdują Księgę Umarłych (Naturan Demantos, w sequelach nazywana Necronomicon ex Mortis). Przy jej użyciu niechcący budzą żyjące od wieków w lesie demony.

## Obsada
- Bruce Campbell – Ashley J. „Ash” Williams
- Ellen Sandweiss – Cheryl
- Hal Delrich – Scotty
- Betsy Baker – Linda
- Sarah York – Shelly

## Wydanie
Film był początkowo wyświetlany w USA pod tytułem Book of the Dead.
W Polsce, film był rozpowszechniany na pirackich kasetach VHS. W związku z tym znany był pod wieloma tytułami: Urok śmierci, Umarli Straszą Złośliwe demony, Dzika śmierć, Złośliwy nieboszczyk, Diabelski nieboszczyk, Taniec diabła, Zła śmierć, Złośliwi zmarli, Ofiary szatana.

## Odbiór
Film został dobrze oceniony przez krytyków; serwis Rotten Tomatoes w oparciu o 83 recenzji przyznał mu wynik 86%. 

## Kontynuacje
- Martwe zło 2: Śmierć przed świtem – druga część serii
- Armia ciemności – trzecia część serii
- Martwe zło (film 2013) – remake/sequel I części, w reż. Fede Alvareza
- W środku lasu – prequel trylogii
- Ash kontra martwe zło - serial, stanowiący sequel oryginalnej trylogii filmowej. Serial składa się z 3 sezonów. W rolę Asha ponownie wciela się Bruce Campbell.

## Adaptacje
Trylogia Martwe zło zainspirowała twórców gier. Powstały takie gry jak: Evil Dead: Hail to the King, na platformy PlayStation i Sega Dreamcast, Evil Dead: A Fistful of Boomstick, na PlayStation 2 i Xboksa oraz Evil Dead: Regeneration na PlayStation 2, Xboksa i PC.
Powstał także komiks Freddy vs. Jason vs. Ash opowiadający o pojedynku Freddy'ego (Koszmar z ulicy Wiązów), Jasona (Piątek, trzynastego) i Asha (Martwe zło).